# Giovanni Battista Draghi
Giovanni Battista Draghi (* um 1640 in Rimini; begraben 13. Mai 1708 in London) war ein italienischer Organist, Cembalist und Komponist.

## Leben
Draghi wirkte ab 1675 am englischen Hof, unter anderem als Musikmeister des Königs Karl II. und als Lehrer der späteren Königinnen Mary II. und Anne. Er war vermutlich ein Bruder des Komponisten Antonio Draghi.
Er schuf etliche Werke der Vokalmusik (darunter 1687 die Cäcilienode mit Instrumentalbegleitung im italienischen Stil Song for St Cecilia’s Day) sowie Kammermusik für verschiedene Instrumente, darunter sechs Suiten für Cembalo zu Lehrzwecken. Die meisten seiner Werke sind verschollen.

## Werke
- A Song for St. Cecilia’s Day, Text von John Dryden (1687)
- Six Select Sutes [sic] of Lessons for the HARPSICORD in Six Severall Keys (London, 1707)